# In My Skin
In My Skin (franska: Dans ma peau) är en fransk långfilm från 2002 i regi av Marina de Van. de Van skrev även manus och spelar en av huvudrollerna.

## Rollista
| Marina de Van            | – Esther   |
| Laurent Lucas            | – Vincent  |
| Léa Drucker              | – Sandrine |
| Thibault de Montalembert | – Daniel   |
| Marc Rioufol             | – Henri    |
| François Lamotte         | – Pierre   |